# Antocyanin

Cyanidin-3-O-β-D-glukosid ("Chrysanthemin"), den vanligaste antocyaninen.

Generell strukturformel för antocyanidiner, aglykonen till antocyaniner, där R betecknar godtyckliga substituenter. Antocyaniner är glykosider av antocyanidiner, vanligen 3-glukosider (det vill säga att R^{3} är en D-glukos).

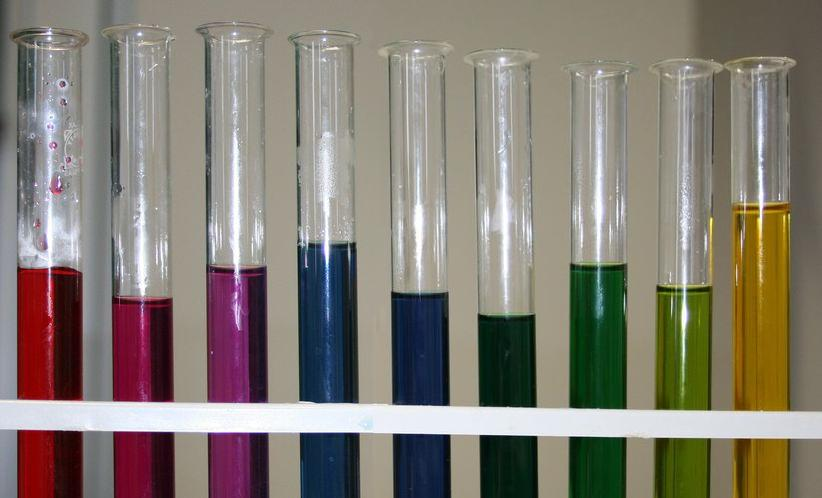
Antocyaninernas färg är pH-beroende. Här rödkålsextrakt med (ungefärligt) pH från vänster till höger: 1 - 3 - 5 - 7 - 8 - 9 - 10 - 11 - 13.

Antocyaniner (från grekiska ἄνθος ánthos, "blomma" och κυάνεος kyáneos, "blå") är glykosider av en typ av flavonoider kallade antocyanidiner.  Den vanligaste konfigugrationen är en D-glukos bunden till position 3 på antocyanidinen, och dessa antocyaniner är därför 3-glukosider. Vanliga övriga sockerarter som förekommer är, i fallande ordning, rhamnos, galaktos, xylos och arabinos. De vanligaste ingående antocyanidinerna, är cyanidin, delphinidin, pelargonidin, peonidin, petunidin och malvidin.
Antocyaninerna är färgämnen (röda, blå eller violetta) hos många blomväxter och förekommer lösta i vätskan ("cellsaften") i vakuolerna. De ger växtens blommor, blad och frukt färg, till exempel hos blåklint och rosor, och de är också orsak till den röda färgen hos höstlövens blad när det gröna klorofyllet brutits ner (de gula färgerna orsakas främst av karotenoider). Antocyanin finns också i, bland annat, blåbär, blodapelsin, vinbär och druvorna som ger rödvin dess färg. Antocyaniner är inte de enda röda-blå färgämnena i växtvärlden och hos ordningen Caryophyllales finns "i deras ställe" betalainer.

## Historik
I sin Die Farben der Blüthen ("Blommornas färger") benämner den tyske apotekaren Ludwig Clamor Marquart 1835 "det färgande ämnet i blå, violetta och röda [...] blommor" som Anthokyan och beskriver detta ämnes förekomst och egenskaper hos lösningar av det. 1849 beskrev François Symphorien Morot (1820-1889) i Recherches sur la coloration des végétaux den första anlaysen av antocyanin (från blåklint), vilken visade att det bestod av kol, syre och väte och 1858 visade A. Glènard detsamma för antocyanin från rödvin. Större framsteg nåddes på 1910-talet då Richard Willstätter, Arthur Ernest Everest och andra kunde visa att färgen hos en mängd olika blommor kom från tre olika antocyaniner, att antocyaninerna var besläktade med flavonoler och andra flavonoider, samt att de innehöll socker.

## Biosyntes
Antocyaniner syntetiseras från en UDP-D-glukos och en antocyanidin med hjälp av enzymet antocyanidin-3-O-glukosyltransferas. UDP-D-glukos syntetiseras i sin tur från UTP och D-glukos-6-fosfat (via D-glukos-1-fosfat).

## Användning
Utöver att de förekommer naturligt i många livsmedel används antocyaniner som livsmedelsfärgämnen (E163) bland annat i läskedrycker (t.ex. hallonsoda) och yoghurt. De fungerar som antioxidanter hos växterna och in vitro. Intag av exempelvis bär och frukter rika på antocyaniner anses därför kunna ha inverkan på kroppens försvar mot oxidativ stress, vilket anses vara viktigt exempelvis vid inflammationsprocesser. Större epidemiologiska studier, som dokumenterat kostvanor under längre tid i relation till hälsa eller sjukdomar, har satt intag av antocyaniner i samband med flera positiva hälsoeffekter, dock har sådana studier begränsningar genom att ej kunna bevisa orsakssamband. Absorption av antocyanidiner (dvs antocyaniner utan sockergrupp) i människans matsmältningskanal är dålig och de bryts snabbt ned och exkreteras. Antocyaniners roll som antioxidanter för människor och djur har dock varit föremål för en rad studier och på senare tid har dos-responsstudier med antocyaniner genomförts, men även studier som visat att bioaktiva metaboliter av antocyaniner kan förklara en del av effekterna. 

De vanligaste antocyanidinerna
Cyanidin
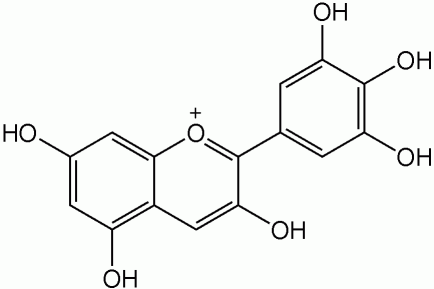
Delphinidin
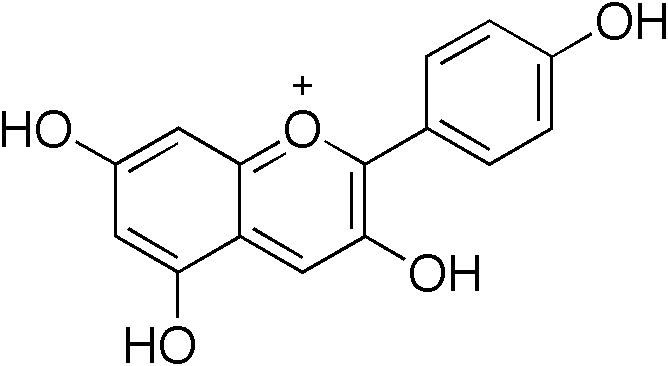
Pelargonidin
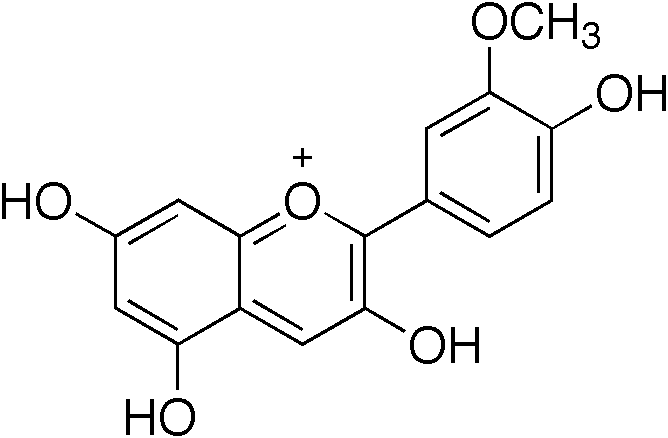
Peonidin
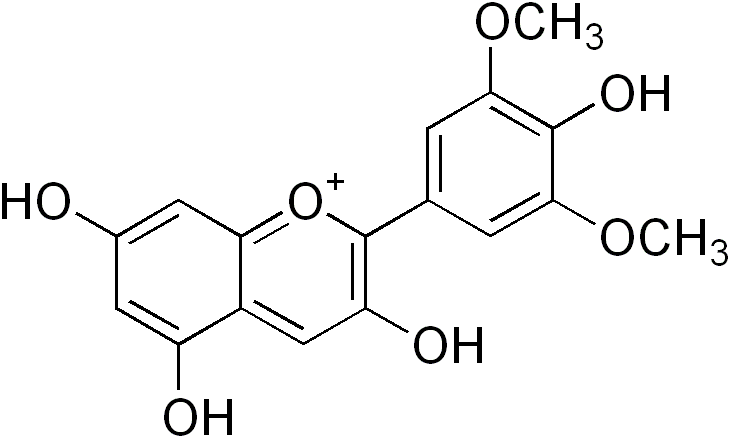
Malvidin
Petunidin